# Maurycy Wilhelm
Moritz Wilhelm (niem. Moritz Wilhelm, ur. 5 lutego 1688 w Merseburgu, zm. 21 kwietnia 1731 tamże) – książę Saksonii na Merseburgu. Jego władztwo było częścią Świętego Cesarstwa Rzymskiego Narodu Niemieckiego. Pochodził z rodu Wettynów.
Urodził się jako piąty syn przyszłego księcia książę Saksonii na Merseburgu Chrystiana II i jego żony księżnej Erdmuty Doroty z Saksonii-Zeitz (w państwie tym panował wówczas jego dziadek Chrystian I). Na tron wstąpił po bezpotomnej śmierci starszego brata – księcia Chrystiana III Maurycego (14 listopada 1694), panującego zaledwie 25 dni. Do 1712 koregencję w jego imieniu sprawowaliː matka, August II Mocny oraz stryj – książę Saksonii-Merseburg-Zörbig August.
4 listopada 1711 w Idstein poślubił hrabiankę Nassau-Idstein Henriettę Szarlottę. Para miała jedną córkę – księżniczkę Fryderykę Ulrykę (ur. i zm. 1720).
Pochowano go w tumie świętych Jana i Wawrzyńca w Merseburgu. Po jego śmierci następcą został stryj Henryk.